# Grace Tame
Grace Tame, née le 28 décembre 1994, est une militante australienne et défenseure des survivants d'agressions sexuelles. Elle reçoit le titre honorifique d'Australienne de l'année le 25 janvier 2021.

## Victime d'abus sexuel et conséquences
Grace Tame est au collège l'école pour filles de St Michael's Collegiate (en), située à Hobart, lorsqu'elle reçoit un diagnostic d'anorexie.
Elle est sollicitée à l'âge de 15 ans, puis abusée sexuellement à plusieurs reprises par son professeur de 58 ans. Bien que l'école ait eu de multiples occasions d'intervenir, les abus ne se sont pas arrêtés avant que Tame signale les agissements de son agresseur.
Ce dernier est arrêté et reconnu coupable de l'infraction de « maintenir une relation sexuelle avec une personne de moins de 17 ans ». Grace Tame suggère que cela devrait être requalifié en crime et renommé comme dans d'autres juridictions en raison de l'utilisation trompeuse du mot « relation » alors qu'il y a abus. Il est également condamné pour possession de pornographie juvénile.
En condamnant l'agresseur de Tame, la juge Helen Wood déclare que l'adolescente était « particulièrement vulnérable compte tenu de son état mental » et que son agresseur « savait que son état psychologique était précaire ». Au moment des abus, la jeune fille avait par ailleurs un trouble du spectre de l'autisme non diagnostiqué.
En 2017, la commentatrice sociale Bettina Arndt mène une interview avec l'agresseur de Tame. Celui-ci affirme alors avoir observé un « comportement sexuellement provocateur de la part d'étudiantes ». Grace Tame critique ensuite Arndt pour avoir soutenu son agresseur, l'accusant de « banaliser » et de « rire » de son agression. Par ailleurs, Arndt ne contacte pas Tame pour sa version de l'histoire et publie son nom ainsi que sa photo sans son consentement,.
Son agresseur parle ensuite publiquement de l'affaire à plusieurs reprises, mais Tame ne peut agir en réponse à cause de la loi tasmanienne,. Il est finalement de nouveau emprisonné pour production de contenu pédopornographique après avoir décrit en ligne comment il avait abusé sexuellement de Grace Tame,.

## Prises de position
La loi sur la preuve de Tasmanie interdit la publication d'informations identifiant les survivants d'agressions sexuelles depuis 2001. En pratique, cela empêche Grace Tame et d'autres survivants de parler publiquement de leurs expériences, alors même que son agresseur se vante de ses crimes sur les réseaux sociaux,.
Le cas de Grace Tame conduit la journaliste et défenseure des victimes d'agressions sexuelles Nina Funnell à travailler à ses côtés pour créer une campagne appelée #LetHerSpeak, en partenariat avec Marque Lawyers et End Rape on Campus Australie. L'objectif est d'annuler cette loi et une loi similaire dans le Territoire du Nord. La campagne attire le soutien de célébrités telles qu'Alyssa Milano, Tara Moss et John Cleese, ainsi que des personnalités du mouvement MeToo.
En août 2019, Grace Tame s'exprime pour la première fois publiquement après que la campagne a permis l'obtention, par l'intermédiaire de la Cour suprême de Tasmanie, d'une exemption de la loi sur la preuve. Elle est ainsi la première femme victime d'agression sexuelle en Tasmanie à obtenir une ordonnance du tribunal pour pouvoir parler de son expérience,.
En octobre 2019, en réponse à la campagne #LetHerSpeak menée par Funnell et mettant en vedette Tame, la procureure générale de Tasmanie Elise Archer annonce que la législation sera modifiée pour permettre aux victimes d'agressions sexuelles de s'exprimer publiquement. Archer annonce aussi des changements prévus dans la formulation du crime, notant que « le mot relation a des connotations de consentement ». En avril 2020, la loi est modifiée.
Tame étend ensuite son combat, s'efforçant d'aider les gens à comprendre comment fonctionnent la sollicitation d'enfants à des fins sexuelles ou la manipulation psychologique, et à éliminer les stigmates associés aux agressions sexuelles,. Elle travaille par exemple avec le Los Angeles Human Trafficking Squad. Elle préconise l'éducation comme moyen de prévention primaire des abus sexuels sur les enfants, plutôt que de trop se concentrer sur les réponses, ce qui peut « alimenter la croyance inconsciente que les abus sexuels sur les enfants ne sont qu'un fait de la vie que nous devons accepter dans notre société ». Finalement, elle milite pour éradiquer la double victimisation et normaliser la prise de parole, et affirme qu'une plus grande cohérence est nécessaire entre les lois fédérales et celles des États.

## Prix et distinctions
En octobre 2020, Tame est nommée Australienne de Tasmanie de l'année 2021.
À la veille de l'Australia Day 2021, elle est nommée Australian of the Year,. Elle est la première Tasmanienne récipiendaire du prix et la première en tant que survivante publique d'agression sexuelle.

## Vie publique
Grace Tame figure en couverture du numéro australien de mai 2021 du magazine Marie Claire. Elle est la première non-célébrité à figurer sur la couverture du magazine au cours de ses 25 ans d'histoire.
Un portrait de Tame par Kirsty Neilson est finaliste du prix d'art prix d'arc Archibald 2021. Neilson s'est dite inspirée par la passion, la force et la bravoure de Tame.
En 2021, Tame est nommée l'une des « leaders de la prochaine génération » par le magazine TIME et par l'Australian Financial Review comme l'une des « 10 personnes les plus puissantes sur le plan culturel en Australie en 2021 ».

## Vie privée
Le père de Grace Tame est l'ancien joueur de cricket tasmanien Michael Tame (en).
En 2013, Tame abandonne le St Michael's Collegiate, puis se réinscrit dans un autre lycée. Elle déménage ensuite aux États-Unis, où elle est diplômée du Santa Barbara City College en arts du théâtre et en arts libéraux.
En 2017, Tame épouse l'acteur américain Spencer Breslin. Ils divorcent ensuite à une date inconnue.
Depuis fin 2020, elle est en couple avec le Tasmanien Max Heerey. Le 22 janvier 2022, elle annonce ses fiançailles avec Heerey.
Tame est une artiste visuelle, et sa clientèle a inclus John Cleese. Elle est également professeure de yoga et coureuse de fond, ayant notamment remporté le marathon de Ross 2020.